# Sericolophus calsubus
Sericolophus calsubus är en svampdjursart som beskrevs av Konstantin R. Tabachnick och Claude Lévi 2000. Sericolophus calsubus ingår i släktet Sericolophus och familjen Pheronematidae.
Artens utbredningsområde är havet kring Nya Kaledonien. Inga underarter finns listade i Catalogue of Life.